# 데니스 에커슬리
데니스 리 에커슬리(Dennis Lee Eckersley, 1954년 10월 3일 ~ )는 전 미국의 메이저 리그 베이스볼 선수로 오클랜드 애슬레틱스의 마무리 투수였다.
"Rack"라는 별명을 가지고 있다. 에커슬리는 선발투수로서 성공했지만, 20승 시즌과 50개의 세이브 시즌을 모두 지닌 두 선수 중 첫 번째 선수가 되어 마무리 투수로서 가장 대단한 명성을 얻었다. 그는 입회 자격이 생긴 해인 2004년에 폴 몰리터와 함께 명예의 전당에 입회했다. 그는 또한 1988년 월드 시리즈 1차전에서 커크 깁슨에게 대타 끝내기 홈런을 허용한 선수로 기록되어 있다. 그의 헝클어진 장발과 콧수염, 그리고 살아있는 듯한 직구로 인해 그는 즉시 인기있는 선수가 되었다.

## 어린 시절
캘리포니아주 오클랜드에서 태어난 에커슬리는 샌프란시스코 베이 에어리어에서 자라와 샌프란시스코 자이언츠와 오클랜드 애슬레틱스 양팀을 위하여 성원하였다. 어린 시절 그의 2명의 영웅들은 자이언츠의 윌리 메이스와 후안 마리찰이었으며, 그는 후에 마리찰의 높은 다리 차기의 투구를 도입하였다. 프리몬트에 있는 워싱턴 고등학교에서 미식축구 팀의 쿼터백으로 활약하였으며, 부상으로부터 자신의 팔을 보호하기 위하여 포기하였다. 야구로 전향한 그는 투수로서 29개의 경기들을 우승하여 1시간에 90 마일의 패스트볼과 스크루볼을 던졌다.

## 야구 경력

### 클리블랜드 인디언스
클리블랜드 인디언스는 1972년 MLB 드래프트의 3라운드에서 에커슬리를 선발하였는데, 그는 자이언츠에 의하여 드래프트되지 않은 것에 실망하였다. 그는 1975년 4월 12일 자신의 메이저 리그 데뷔를 하였다. 그해에 그는 "올해의 아메리칸 리그 신인 투수"였으며, 13승(12선발) 7패의 기록과 2.60의 방어율을 수집하였다. 에커슬리는 인디언스와 3개의 시즌들에 믿음직하게 투구하였다.
1977년 5월 30일 그는 캘리포니아 에인절스를 상대로 무안타를 쳤다. 경기에서 2명의 타자들은 본루에 도달하였는 데 하나는 첫 이닝에서 1루에 걸어가고, 또하나는 폭투였던 3번째 스트라이크에 왔다. 그는 그해 자신의 첫 올스타 경기에 선발되었고, 14승 13패의 기록과 함께 시즌을 마쳤다.

### 보스턴 레드삭스
인디언스는 1978년 3월 30일 릭 와이즈, 마이크 팩스턴, 보 디아스와 테드 콕스를 위하여 에커슬리와 프레드 켄덜을 보스턴 레드삭스로 이적시켰다. 다음 2개의 시즌에 에커슬리는 각해에 2.99의 방어율과 함께 1978년 경력 사상의 20개의 경기과 1979년 17개의 경기들을 우승하였다. 하지만 1980년부터 1984년까지 레드삭스와 함께 나머지의 재직 기간 동안 그는 부족한 투수 실력을 가졌다. 레드삭스와 자신의 43승 48패의 기록에 의하여 증명되면서 그의 패스트볼은 어떤 활력을 잃었다. 그는 후에 위대한 슬라이더를 개발하였다.

### 시카고 컵스
1945년 이래 컵스를 그들의 첫 공식 이후 시즌 출연으로 도움을 준 몇몇의 미드시즌 거래들 중의 하나로 1984년 5월 25일 레드삭스는 빌 버크너를 위하여 에커슬리를 마이크 브럼리와 함께 시카고 컵스로 이적시켰다. 그들은 샌디에이고 파드리스와 내셔널 리그 챔피언십 시리즈에서 컵스를 위한 자신의 단독의 출발에서 부족한 상연을 가졌다.
에커슬리는 2개의 완봉과 함께 자신의 11승 7패를 기록할 때 1985년 컵스와 남아있었다. 그가 4.57의 방어율과 함께 6승 11패를 기록할 때 에커슬리의 상연은 1986년에 나빠졌다. 시즌 후에 그는 알콜 중독을 치료하는 데 자신을 복귀 진료소로 확인하였다.

### 오클랜드 애슬레틱스
에커슬리는 토니 라 루사 감독이 그를 구원 투수 혹은 자세의 투수로서 이용하기로 생각할 때 1987년 4월 3일 다시 오클랜드 애슬레틱스로 이적되었다. 마무리 투수의 역할로 에커슬리가 이동하는 데 문을 열은 당시의 마무리 투수 제이 호웰에게 부상을 당하기 전에 에커슬리는 애슬레틱스와 2개의 경기들을 시작하였다. 그해에 그는 16개의 경기들을 세이브하고, 그러고나서 1988년 지배적인 마무리 투수로 자신을 설립하였다. 그는 그해 아메리칸 리그 챔피언십 시리즈에서 애슬레틱스가 레드삭스를 휩쓸면서 4개의 경기 전부에서 세이브를 기록하였으나 애슬레틱스가 월드 시리즈의 5개의 경기들에서 로스앤젤레스 다저스에게 패하면서 커크 깁슨의 월드 시리즈 홈런의 잘못된 결말에 자신을 찾아냈다.
1989년 월드 시리즈에서 애슬레틱스가 자이언츠를 4개의 경기에서 휩쓸면서 그는 2번째 경기에서 승리를 확보하고, 그러고나서 시리즈의 마지막 경기에서 세이브를 얻었다.
1988년부터 1992년까지 에커슬리는 가장 지배적인 마무리 투수였으며, 아메리칸 리그에서 2번이나 세이브에서 1위, 다른 2번에서 2위, 한번 3위를 하였다. 그는 5년 동안 220개의 경기들을 세이브하였고, 2.96보다 더 높은 방어율을 세운 적이 없다. 그는 전체의 1990년 시즌에 5개의 자책점을 포기하여 극히 작은 0.61의 방어율에 결과를 가져왔다. 항상 수준의 위로 온 에커슬리의 조종은 그의 트레이드마크가 되었고, 57.2의 이닝에서 3명 (1989), 73.1의 이닝에서 4명 (1990), 76의 이닝에서 9명 (1991) 만의 타자들을 1루에 걸어가게 하였다. 자신의 1990년 시즌에 에커슬리는 허용된 주자들보다 더 많은 세이브를 가지는 데 야구 역사상 첫 구원 투수가 되었다.
그는 자신이 51개의 세이브를 이룬 1992년 아메리칸 리그의 사이 영 상 수상자와 MVP였다. 2명 만의 구원 투수들이 이전에 2배의 업적을 이루었는 데, 롤리 핑거스(1981)와 윌리 에르난데스(1984)였다. 토론토 블루제이스를 상대로 그해의 아메리칸 리그 챔피언십 시리즈에서 블루제이스가 이긴 시리즈에서 전환으로 숙고된 4번째 경기가 열리는 동안 에커슬리는 로베르토 알로마로부터 경기의 동점을 매긴 2점 홈런을 포기하고, 애슬레틱스는 11개의 이닝에서 결국 7 대 6으로 패하였다.

### 마지막 활약의 세월들
라 루사가 세인트루이스 카디널스의 새 감독이 되는데 1995년 시즌 후에 애슬레틱스를 떠날 때 그는 에커슬리를 자신과 데려오는 데 합의하였다. 에커슬리는 마무리 투수로서 자신의 역할에 지속하였고, 리그의 최고 선수들 중의 하나로 남아있었으나 1997년 시즌에 이어 그는 하나의 최종 시즌을 위하여 레드삭스와 계약을 맺었다.
1998년 그는 은퇴를 선언하였다. 그는 경력 197승(151선발승) 171패의 기록, 3.50의 방어율과 390개의 세이브와 함께 은퇴하였다.

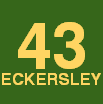
오클랜드 애슬레틱스에 의하여 영구 결번된 에커슬리의 등번호 43

## 이후의 경력
1999년 그는 100명의 거대한 야구 선수들의 스포팅 뉴스의 명단에 98위로 놓였다. 그는 메이저 리그 베이스볼 올센추리 팀으로 임명되었다. 2004년 1월 6일 그는 투표의 83.2%와 함께 미국 야구 명예의 전당으로 선출되었다. 2005년 8월 13일 에커슬리의 등번호 43은 애슬레틱스에 의하여 영구 결번되었다. 그의 모교 워싱턴 고등학교의 야구장은 그의 명예에 이름이 지어졌다.
2017년 에커슬리는 애슬레틱스의 총장 데이브 캐벌에 특별 보조인으로 팀에 재가입하였다.